# Droste-Preis
Der Droste-Preis ist ein Preis für deutschsprachige Literatur, der seit 1957 alle drei Jahre (zwischen 1967 und 1979 alle vier Jahre) an deutschsprachige Autorinnen vergeben wird. Seit 1962 verleiht ihn die Stadt Meersburg zum Gedenken an Annette von Droste-Hülshoff während der Meersburger Droste-Literaturtage.
Der Hauptpreis für ein literarisches Gesamtwerk ist mit 6000 Euro dotiert, der seit 2003 zusätzlich vergebene Förderpreis für jüngere Autorinnen, „die erst angefangen haben, literarische Arbeiten zu veröffentlichen“ (lt. Satzung), mit 4000 Euro.

## Geschichte
Anlässlich des 100. Todestags von Annette von Droste-Hülshoff 1948 fanden in Meersburg Literaturtage statt, die die Dichterin mit Vorträgen und Lesungen in den Mittelpunkt stellten. Aufgrund des Erfolgs beschloss die Stadt Meersburg, dies fortzusetzen und dabei künftig Dichterinnen zum Veranstaltungsschwerpunkt zu machen.
Helene Freifrau von Bothmer, die damalige Besitzerin des Meersburger Fürstenhäusles der Droste, stiftete 1956 den Droste-Preis. 1962 übernahm ihn – unterstützt vom Bodensee-Klub e. V. Überlingen – die Stadt, die gemeinsam mit der Annette von Droste-Gesellschaft e. V. in Münster die Statuten hierfür festlegte.
In direktem Bezug zu Annette von Droste-Hülshoff will die Stadt seither Schriftstellerinnen ehren und fördern, die „eher am Rande des Literaturbetriebs stehen […], die sich den literarischen Moden ihrer Zeit verweigern“.
Es gibt noch einen weiteren nach der Dichterin benannten Literaturpreis, den Annette-von-Droste-Hülshoff-Preis, auch Westfälischer Literaturpreis genannt, der unabhängig vom Meersburger Droste-Preis besteht.

## Preisträgerinnen
- 2024: Esther Kinsky, Förderpreis: Katharina Mevissen
- 2021: Katharina Hacker, Förderpreis: Laura Freudenthaler[2]
- 2018: Olga Flor, Förderpreis: Julia Weber
- 2015: Judith Schalansky, Förderpreis: Teresa Präauer
- 2012: Helga M. Novak, Förderpreis: Ulrike Almut Sandig
- 2009: Marlene Streeruwitz, Förderpreis: Silke Scheuermann
- 2006: Ulrike Draesner, Förderpreis: Marion Poschmann
- 2003: Kathrin Schmidt, Förderpreis: Julia Schoch
- 2000: Helen Meier
- 1997: Friederike Mayröcker
- 1994: Eveline Hasler
- 1991: Jenny Aloni
- 1988: Elisabeth Plessen
- 1985: Marie-Thérèse Kerschbaumer
- 1982: Dorothee Sölle, Maria Menz
- 1979: Gertrud Leutenegger
- 1975: Eva Zeller
- 1971: Hilde Domin
- 1967: Rose Ausländer
- 1963: Christine Busta
- 1960: Nelly Sachs
- 1957: Erika Burkart